# Fritz Stopp
Ernst Fritz Stopp (* 9. April 1886 in Chemnitz; † 16. September 1975 in Radebeul) war ein deutscher Lehrer und Botaniker.

## Leben
Der am Lehrerseminar in Annaberg von 1900 bis 1906 ausgebildete Stopp arbeitete bis 1909 als Lehrer in Rabenau, Rotterdam, Frankenberg/Sa. und ab 1915 bis 1945 in Kötzschenbroda, heute Stadtteil von Radebeul.
1946 übernahm Stopp auf Bitten des Landesvereins Sächsischer Heimatschutz für die nächsten etwa 20 Jahre die Leitung des verwilderten Botanischen Gartens in Schellerhau, um ihn wieder aufzubauen und auszuweiten. Daneben betreute der Botaniker Stopp zeitweilig auch den Heilpflanzengarten des Dresdner Deutschen Hygiene-Museums.
Der Naturschützer Stopp kartierte von 1916 an bis an sein Lebensende die Pflanzenwelt der Region um Radebeul. Er veröffentlichte in dieser Zeit zahlreiche Bücher, Fachaufsätze und Artikel, unter anderem auch als Mitautor der Neuauflage des Standardwerks Die Pflanzen Sachsens aus dem Jahr 1956.
Stopp wurde auf dem Friedhof Radebeul-West beerdigt.

## Schriften
- Unsere Misteln. 2., unveränderte Auflage. Westarp Wissenschaften, Hohenwarsleben 2003. ISBN 3-89432-714-6.
- Gebirgspflanzen, insbesondere Alpenpflanzen. 2., überarbeitete Auflage. Ziemsen, Lutherstadt Wittenberg 1967.
- Doppelgänger im Tierreich. G. Fischer, Jena 1962.
- Grüne Doppelgänger. Unveränderte Nachdruck. G. Fischer, Jena 1962.
- Unsere Misteln. Ziemsen, Lutherstadt Wittenberg 1961.
- Grüne Doppelgänger. Dt. Verlag der Wissenschaften, Berlin 1960.
- Der Botanische Garten zu Schellerhau. 12., völlig neubearbeitete Auflage. Dt. Verlag der Wissenschaften, Berlin 1957.
- Otto Wünsche, Bernhard Schorler, Willy Flößner, Max Militzer, Fritz Stopp et al.: Die Pflanzen Sachsens. 2., völlig veränderte Auflage. Dt. Verlag der Wissenschaften, Berlin 1957.
- Gebirgspflanzen, insbesondere Alpenpflanzen. Geest & Portig, Leipzig 1953.
- Der Botanische Garten zu Schellerhau. Dresdner Verlag, Dresden 1951.